# Hyalothyrus
Hyalothyrus là một chi bướm ngày thuộc họ Bướm nâu.